# Seznam postav série Galaktická říše
Seznam nejdůležitějších literárních postav vyskytujících se v sci-fi sérii Galaktická říše amerického spisovatele Isaaca Asimova.

## Affret Shekt
Dr. Affret Shekt je významný pozemský vědec, jenž vyvinul synapsifikátor - zařízení umožňující lepší učení. Vyzkouší jej na Josephu Schwartzovi. Shekt je pod dohledem Bratrstva tradicionalistů, které mu nedůvěřuje. Po konzultaci s dcerou Polou se obrátí s žádostí o pomoc k Belu Arvardanovi, archeologovi z Galaktické říše. Jde o vážnou krizi, Bratrstvo tradicionalistů vyvinulo mutace smrtících virů, které hodlá vypustit do galaxie.
Affret Shekt vystupuje v těchto knihách:
- Oblázek na obloze

## Alstare Deamone
Občan Sarku z florinského Horního Města, jehož Myrlyn Terens usmrtí, použije jeho oděv a v kapse nalezne klíče od soukromé kosmické jachty.
Alstare Deamone vystupuje v těchto knihách:
- Kosmické proudy

## Andros
Major Andros je vojenským pobočníkem tyrantského komisaře Simoka Aratapa. Pro sledování Farrillem unesené tyrantské lodi Nelítostný doporučuje flotilu 10 lodí.
Andros vystupuje v těchto knihách:
- Hvězdy jako prach

## Artemisie Hinriad
Černovlasá tmavooká dcera direktora Hinrika V. z Rhodie. Je aristokratického původu a má být provdána za Pohanga, tyrantského hodnostáře, ale vehementně proti tomu protestuje. Nakonec raději zvolí útěk z Rhodie společně s Bironem Farrillem a svým strýcem Gillbretem. Zamiluje se do mladého Farrilla a hodlá jej varovat před nebezpečím na jedné z planet mlhoviny Koňská hlava. Biron Farrill její city opětuje, i když je jistou dobu musí tajit.
Artemisie Hinriad vystupuje v těchto knihách:
- Hvězdy jako prach

## Balkis
Balkis je tajemník premiéra Země, šedá eminence. Je to on, kdo tahá za nitky v pozadí, má v rukou faktickou moc, zatímco premiér vládne pouze formálně. Balkis podezřívá Bela Arvardana a Josepha Schwartze, že jsou agenty Galaktické říše. Nechal sledovat i váženého pozemského vědce dr. Affreta Shekta. Jeho plánem je zaútočit proti Galaktické říši biologickou zbraní - zmutovaným virem tzv. radiační horečky, proti níž mají Pozemšťané obranné látky, zatímco obyvatelé galaxie nikoli.
Balkis vystupuje v těchto knihách:
- Oblázek na obloze

## Balle
Jeden z 5 velkozemanů na Sarku. Velkozemané dohromady kontrolují celý obchod s kyrtem, každý z nich má určitý podíl a každý z nich vládne jednomu kontinentu na planetě.
Balle vystupuje v těchto knihách:
- Kosmické proudy

## Bel Arvardan
Bel Arvardan je archeolog, vedoucí výzkumný pracovník Imperiálního galaktického ústavu, pochází z planety Baronn. Věří, že lidstvo má svůj původ na Zemi, kam také přilétá s expedicí, aby svůj vědecký názor potvrdil důkaznými objevy. Stane se obětí špionážních intrik Bratrstva tradicionalistů, pozemského společenství nenávidějícího vše mimo Zemi. Zamiluje se do Poly Shektové, dcery dr. Affreta Shekta.
Bel Arvardan vystupuje v těchto knihách:
- Oblázek na obloze

## Biron Farrill
Mladý 23letý syn rančera Widemose z planety Nefelos, ústřední postava příběhu knihy Hvězdy jako prach. Po smrti svého otce je vržen do víru událostí, intrik a konspirací. Zpočátku má pocit, že je manipulován, posléze mu události začínají zapadat do sebe a nakonec z nich vytvoří skládanku s pevným logickým základem.
Na Zemi studuje některé technické obory a také vesmírnou pilotáž a navigaci, jež jsou v královstvích Nebuly zakázané Tyranty. Také zde má pátrat po významném dokumentu, jež by mohl pomoci v boji proti Tyrantům - okupantům bohatého regionu Nebuly. Je však nucen Zemi opustit (nalezne ve svém pokoji radiační bombu) a je nasměrován na Rhodii, kde se má setkat s direktorem planety Hinrikem V. I odsud prchá ve společnosti dvou Hinriadů - Artemisie a Gillbreta a společně míří na Lingan na setkání s místním autarchem.
Během útěku ze Země používá krycí jméno Malaine.
Biron Farrill vystupuje v těchto knihách:
- Hvězdy jako prach

## Bort
Jeden z 5 velkozemanů na Sarku. Velkozemané dohromady kontrolují celý obchod s kyrtem, každý z nich má určitý podíl a každý z nich vládne jednomu kontinentu na planetě.
Bort vystupuje v těchto knihách:
- Kosmické proudy

## Camrum
Poručík ostrahy trantorského velvyslanectví na Sarku, podřízený Elyuta.
Camrum vystupuje v těchto knihách:
- Kosmické proudy

## Doty
Sarkanský občan žijící ve florinském Horním Městě. Člen kosmického jachtařského klubu .
Doty vystupuje v těchto knihách:
- Kosmické proudy

## Elyut
Kapitán ostrahy trantorského velvyslanectví na Sarku, nadřízený Camruma.
Elyut vystupuje v těchto knihách:
- Kosmické proudy

## Lord Ennius
Lord Ennius je prokurátorem (správcem) Galaktické říše (Impéria) na planetě Zemi.
Lord Ennius vystupuje v těchto knihách:
- Oblázek na obloze

## Esbak
Správce koleje na Zemi, kde je ubytován Biron Farrill .
Esbak vystupuje v těchto knihách:
- Hvězdy jako prach

## Fife
Jeden z 5 velkozemanů na Sarku. Velkozemané dohromady kontrolují celý obchod s kyrtem, každý z nich má určitý podíl a každý z nich vládne jednomu kontinentu na planetě. Fife je z nich nejmocnější, má největší podíl. Během krize zruší kontinentální autonomii ostatních velkozemanů a získá na svou stranu armádu, čímž vyprovokuje Steena k úprku na trantorské velvyslanectví.
Fife má dceru Samii, která je titulována Lady Samia z Fife.
Fife vystupuje v těchto knihách:
- Kosmické proudy

## Gillbret Hinriad
Gillbret Hinriad je bratranec direktora Rhodie Hinrika V. a strýcem jeho dcery Artemisie. Svým chováním předstírá neškodnost, ale je zručným člověkem s technickým nadáním, zkonstruoval řadu vynálezů a zařízení, mj. vizisonor. Taktéž tajně odposlouchával oficiální audience Hinrika V., díky čemuž má přehled o jeho politice.
Společně s Artemisií a Bironem Farrillem odlétá z Rhodie, aby se zapojil do případného povstání proti Tyrantům.
Gillbret Hinriad vystupuje v těchto knihách:
- Hvězdy jako prach

## Grew
Grew je otec Loy Marenové, který v 55 letech utrpěl mrtvici. Kvůli tomu nemůže dál pracovat a měl by podstoupit eutanazii (což je na Zemi uzákoněno). Marenovi ho však ukrývají doma a pracují i za něj. Občas hraje šachy s Josephem Schwartzem, který u Marenových jistou dobu pobývá (a de facto pracuje za Grewa).
Grew vystupuje v těchto knihách:
- Oblázek na obloze

## Hinrik V.
Direktor Rhodie z rodu Hinriadů, má dceru Artemisii. Spravuje planety regionu Nebula a má na starost výběr daní pro Tyranty a udržování pořádku. Navenek působí jako figurka, servilní bázlivý muž loajální okupantské vládě Tyrantů. Svou pravou totožnost je schopen skrývat i před svou dcerou a bratrancem Gillbretem.
Ve skutečnosti je hlavou podzemní (doslova) organizace připravující povstání proti Tyrantům. V podzemí se nacházejí tajné laboratoře a výrobní haly pro moderní zbraně.
Hinrik V. vystupuje v těchto knihách:
- Hvězdy jako prach

## Hirm Gordell
Podsaditý muž s hranatou tváří a ocelově šedými vlasy a černým knírkem . Kapitán kosmické lodi, jíž odlétá Biron Farrill ze Země na Rhodii.
Hirm Gordell vystupuje v těchto knihách:
- Hvězdy jako prach

## Husting
Florinský občan z Dolního Města, jehož Jacof označí Terensi jako problémového. Bydlí na opačné straně od Jacofa.
Husting vystupuje v těchto knihách:
- Kosmické proudy - zmínka

## Jacof
Florinský občan z Dolního Města, u nějž se na chvíli skryje Myrlyn Terens převlečený za hlídku. Jacof má rodinu - manželku, dceru, syna a dvouleté dítě.
Jacof vystupuje v těchto knihách:
- Kosmické proudy

## Joseph Schwartz
Schwartz je Pozemšťan, který se díky nehodě ocitl tisíce let v budoucnosti, kdy je Země z větší části radioaktivní a kde platí nelidské zákony (např. nucená eutanazie po 60 letech života). Pobývá jistou dobu u Marenových a pomáhá jim s prací na farmě, přičemž je sledován Bratrstvem tradicionalistů, které jej pokládá za agenta Galaktické říše.
Joseph Schwartz vystupuje v těchto knihách:
- Oblázek na obloze

## Khan
Khan je vládce tyrantského impéria, jež vzniklo podmaněním království Nebuly. Kromě samotné pouštní planety Tyrant čítá 50 podrobených světů, např. Nefelos a Rhodii.
Khan vystupuje v těchto knihách:
- Hvězdy jako prach - zmínka

## Lancy
Poručík na palubě tyrantské lodi, jenž se snaží zastavit Birona Farrilla.
Lancy vystupuje v těchto knihách:
- Hvězdy jako prach

## Loa a Arbin Marenovi
Loa a Arbin Marenovi pracují na svém hospodářství a ukrývají doma otce Loy Grewa. Grew dříve pracoval s nimi, ale prodělal mrtvici a už jim nemůže pomoci. Ukrývaní práce neschopných lidí je protizákonné, přesto se Marenovi snaží pracovat i za něj. K Marenům přijde Joseph Schwartz, kterého oni vezmou k dr. Shektovi na synapsifikátor. Poté u nich ještě několik měsíců přebývá, než se rozhodne utéci.
Loa a Arbin Marenovi vystupují v těchto knihách:
- Oblázek na obloze

## Ludigan Abel
Trantorský velvyslanec na Sarku, zastupuje zde zájmy Trantoru , jehož cílem jej dostat Florinu do své sféry vlivu. Abel řídí na Florině i Sarku špionážní síť agentů.
Ludigan Abel vystupuje v těchto knihách:
- Kosmické proudy

## Marc Claudy
Claudy je velitelem vojenské posádky Galaktické říše na Zemi. Během zásahu v obchodním centru (při pátrání po osobě nakažené radiační horečkou - což byla pouze záminka) se nevyhne incidentu s Belem Arvardanem a Polou Shektovou. Jeho hrubé chování k Pole donutí Arvardana se jí zastat. Když se vyjasní, že Arvardan je občanem Baronnu, Claudy se musí jemu i Pole za své chování ospravedlnit. Později má příležitost své ponížení Arvardanovi vrátit a taky to udělá. Joseph Schwartz poté využije jeho nenávisti k Pozemšťanům a svou mentální schopností jej popostrčí k vybombardování chrámu Bratrstva tradicionalistů v Senloo (zde bylo centrum vývoje bakteriologických zbraní).
Marc Claudy vystupuje v těchto knihách:
- Oblázek na obloze

## Markis Genro
Sarkanský občan žijící ve florinském Horním Městě. Člen kosmického jachtařského klubu a zároveň agent ve službách Trantoru. Má za úkol dopravit Myrlyna Terense z Floriny na Sark - na trantorské velvyslanectví.
Markis Genro vystupuje v těchto knihách:
- Kosmické proudy

## Matt Chorov
Muž známý pod přezdívkou Pekař, agent ve službách Trantoru na Florině. Při útěku Myrlyna Terense, Rika a Valony Marchové jim poskytne úkryt ve své pekárně . Dostane za úkol dopravit Rika do bezpečí mimo Florinu, což se mu nepodaříé splnit, neboť je zastřelen měšťanem Terensem.
Matt Chorov vystupuje v těchto knihách:
- Kosmické proudy

## Myrlyn Terens
Florinský měšťan, jenž dohlíží na chod městečka a udržuje zde pořádek. Nenávidí Sarkany, protože vykořisťují jeho planetu. Když mu bylo 10 let, napsal školní esej o tom, jak si představuje život na Sarku. Díky ní nastoupil do speciální třídy, kde se vyučovala aritmetika, galaktografie a historie Sarku. V 16 letech byl poslán na studia a praxi na Sark. Zde byl během deseti let připravován pro funkci měšťana.
Když se setká s Rikem, pochopí, že představuje pro jeho boj proti Sarku jedinečnou příležitost. Zpočátku si jej hlídá a když události naberou obrátky, dělá vše pro to, aby jej neztratil. Je ochoten se kvůli tomu uchýlit i k vraždě.
Myrlyn Terens vystupuje v těchto knihách:
- Kosmické proudy

## Natter
Natter je agent Bratrstva tradicionalistů, který sleduje dr. Affreta Shekta, jemuž Bratrstvo nedůvěřuje. Později sleduje Josepha Schwartze, jenž je pokládán za agenta Galaktické říše. Je Schwartzem zabit, nikoli fyzickou zbraní, nýbrž mentální silou.
Natter vystupuje v těchto knihách:
- Oblázek na obloze

## Pohang
Vzrůstem nevelký, vysoce postavený tyrantský hodnostář, pro nějž byla vybrána Artemisie Hinriad za manželku. Artemisie s tím nesouhlasí a tak raději volí útěk s Bironem Farrillem a strýcem Gillbretem.
Pohang vystupuje v těchto knihách:
- Hvězdy jako prach - zmínka

## Pola Shektová
Pola Shektová je Pozemšťanka, dcera dr. Affreta Shekta, význačného vědce a vynálezce přístroje zvaného synapsifikátor. Stojí při svém otci a obrátí se o pomoc na Bela Arvardana, který se jí zastal před velitelem imperiální vojenské posádky Marcem Claudem. Pola se do Bela Arvardana zamiluje.
Pola Shektová vystupuje v těchto knihách:
- Oblázek na obloze

## Racety
Kapitán kosmické lodi, kterou cestuje lady Samia z Fife z Floriny na Sark. Má své rozkazy a musí často brzdit elán mladé ženy, která za vším vidí romantiku.
Racety vystupuje v těchto knihách:
- Kosmické proudy

## Rasie
Jeden z mladíků, kteří našli psychosondovaného Rika v kyrtovém poli Floriny.
Rasie vystupuje v těchto knihách:
- Kosmické proudy

## Rik
Kosmoanalytik ze Země, jenž studuje pro Mezihvězdný úřad pro kosmoanalýzu kosmické proudy. Odhalí nebezpečí hrozící planetě Florina a tento fakt se stává zápletkou příběhu. Rikovi je vymazána paměť za pomoci psychické sondy a ve stavu mentální retardace je nalezen v kyrtových polích. Ujme se jej Valona Marchová a Rik se postupně začíná rozvzpomínat.
Rik vystupuje v těchto knihách:
- Kosmické proudy

## Rune
Jeden z 5 velkozemanů na Sarku. Velkozemané dohromady kontrolují celý obchod s kyrtem, každý z nich má určitý podíl a každý z nich vládne jednomu kontinentu na planetě.
Rune vystupuje v těchto knihách:
- Kosmické proudy

## Samia z Fife
Dcera velkozemana z Fife, která se zajímá ve svém mladickém nadšení o kyrt. Když je vzhledem k násilným akcím na Florině nucena vrátit se na svou domovskou planetu Sark, začne se zajímat o příběh Rika, jenž se dostal na palubu jako černý pasažér. V mladé dámě se podnítí zvědavost a ona touží sehrát roli detektiva. Dopustí se však několika chybných kroků.
Samia z Fife vystupuje v těchto knihách:
- Kosmické proudy

## Sander Jonti
Muž, jenž varuje na Zemi Birona Farrilla a donutí jej planetu opustit předtím, než nalezne důležitý dokument. Byl to on, kdo nastražil do Farrillova pokoje atrapu radiační bomby, jež měla podpořit jeho tvrzení, že Farrill je v nebezpečí, má být v hledáčku Tyrantů. Nasměruje jej na Rhodii za místním direktorem.
Později vyjde najevo že Sander Jonti a autarch z Linganu jsou jedna a tatáž osoba. Autarch jednal ve svém zájmu, hodlal se zbavit syna rančera Widemose stejně jako se zbavil jeho otce, neboť byl příliš populární a to ohrožovalo jeho postavení.
Sander Jonti vystupuje v těchto knihách:
- Hvězdy jako prach

## Selim Junz
Dr. Selim Junz pochází z planety Libair a pracuje pro Mezihvězdný úřad pro kosmoanalýzu. Téměř rok pátrá po zmizelém kosmoanalytikovi ze Země, jenž se ztratil v blízkosti Floriny. Obrátí se o pomoc na trantorského velvyslance na Sarku Ludigana Abela, jenž mu částečně vyjde vstříc hájíce v prvé řadě zájmy své planety. Když Junz zjistí, jakým způsobem spravují Sarkané planetu Florinu, začne sympatizovat s protisarkanskými akcemi.
Selim Junz vystupuje v těchto knihách:
- Kosmické proudy

## Simok Aratap
Tyrantský podsaditý komisař, jenž oplývá velkou inteligencí a schopností logické dedukce. Má též cit pro estetiku. Je v čele špionážní tyrantské sítě rozhozené po celém regionu Nebuly. Větří možnost povstání a tak sleduje zpovzdálí kroky Birona Farrilla. Po rozhodujícím střetnutí projeví velkorysost a i když disponuje pravomocí nechat podezřelé odsoudit, propustí je. Jeho vojenským poradcem je major Andros.
Aratapův otec vedl eskadru malých lodí, která úspěšně útočila proti bránícím se silám království Nebuly a dobývala tento region.
Simok Aratap vystupuje v těchto knihách:
- Hvězdy jako prach

## Steen
Jeden z 5 velkozemanů na Sarku. Velkozemané dohromady kontrolují celý obchod s kyrtem, každý z nich má určitý podíl a každý z nich vládne jednomu kontinentu na planetě.
Během krize Steen uprchne na trantorské velvyslanectví a obviní Fifeho z mocenských ambicí převzít kontrolu nad celým Sarkem a stát se diktátorem. Fife tomu zavdal příčinu, když zrušil kontinentální autonomii ostatních velkozemanů a získal na svou stranu armádu.
Steen vystupuje v těchto knihách:
- Kosmické proudy

## Tedor Rizzett
Plukovník pravidelné linganské armády, vojenský pobočník autarcha z Linganu, jemuž věrně slouží. Znal také rančera Widemose, který u něj požíval velké úcty. Časem se stane k autarchovi nedůvěřivý a když se dozví o autarchově zradě vůči čestnému rančerovi podpořené dalším prohnaným jednáním, zabije jej.
Tedor Rizzett vystupuje v těchto knihách:
- Hvězdy jako prach

## Ulf Jencus
Pracovník florinského městečka, které spravuje měšťan Myrlyn Terens. Muž, jenž má na starosti lékařské záležitosti. Navrhuje odeslat nalezeného psychosondovaného Rika do Dolního Města.
Ulf Jencus vystupuje v těchto knihách:
- Kosmické proudy

## Valona Marchová
Prostá Floriňanka, Myrlyn Terens ji určí opatrovnicí Rika během jeho amnézie. Je to silná, svobodná a bezdětná žena, která se úkolu zhostí s mateřským zaujetím. Říkají jí Velká Lona. Rodiče patřili k florinskému venkovskému spiknutí Duše kyrtu, jež bylo Sarkem odhaleno a rozdrceno.
Valona Marchová vystupuje v těchto knihách:
- Kosmické proudy

## Widemos
Rančer Widemos byl otcem Birona Farrilla zapojený do přípravy povstání proti Tyrantům. Pocházel z planety Nefelos, kde zastával důležitou funkci. Byl to čestný a přímý muž. Poslal svého syna studovat na Zemi, kde se měl pokusit nalézt důležitý tajný dokument.
Byl odhalen a popraven, v jeho smrti měl prsty autarch z Linganu.
Widemos vystupuje v těchto knihách:
- Hvězdy jako prach